# Bobote
Bobote (cyr. Боботе) – wieś w Serbii, w okręgu rasińskim, w gminie Aleksandrovac. W 2011 roku liczyła 299 mieszkańców.